# Dorados de Sinaloa
Maillots
Les Dorados de Sinaloa est un club mexicain de football, basé à Culiacán.
Diego Maradona a été entraîneur du club pendant deux saisons. Son équipe a atteint deux fois la finale du Championnat du Mexique de deuxième division.
Par le passé, Pep Guardiola et Cuauhtémoc Blanco sont également passés par les rangs du club, en tant que joueurs.

## Palmarès
- Coupe du Mexique (1) : 
  - Vainqueur : Apertura 2012.

- Championnat du Mexique de deuxième division (4) : 
  - Champion : Apertura 2003, Clausura 2007, Clausura 2015 et Apertura 2016.